# Luis Alberto Redher
Luis Alberto Redher Espinosa, noto anche con lo pseudonimo di Tuta (Huaral, 27 agosto 1964), è un allenatore di calcio ed ex calciatore peruviano, di ruolo centrocampista.

## Biografia
Fin dall'infanzia fu soprannominato "Tuta".
La sua famiglia era di origini francesi dal lato paterno. Un suo avo giunse in Argentina dalla Francia, lavorò con un circo e si spostò in Perù, stabilendosi definitivamente a Huaral.

## Carriera
Di ruolo centrocampista, Redher debuttò nell'Unión Huaral, squadra della sua città natale.
Nella stagione 1988-1989 militò nello Sporting Cristal. Disputò cinque partite nella fase a gironi della Copa Libertadores 1988 e soprattutto contribuì alla vittoria del campionato peruviano segnando, tra l'altro, il gol decisivo nella finale vinta per 2-1 ai tempi supplementari contro l'Universitario Lima.
Proprio durante la finale, Redher fu visionato dal Real Saragozza, che stava scandagliando il torneo peruviano alla ricerca di nuovi talenti. Con una trattativa lampo di soli due giorni, "Tuta" si trasferì in Spagna nella sessione invernale di calciomercato, per giocare nella Liga. Firmò un contratto valido da gennaio a giugno 1990, con opzione di rinnovo per ulteriori tre stagioni.. Si aggregò quindi alla compagine aragonese allenata da Radomir Antić e debuttò con il Real Saragozza il 24 gennaio 1990, subentrando nei supplementari durante i quarti di finale di Copa del Rey contro il Valencia, vinti ai rigori.
Il 31 gennaio, esordì in campionato sul campo del Tenerife, subentrando a Miguel Pardeza al 79'.
Con la squadra aragonese, tuttavia, non riuscì a incidere definitivamente disputò soltanto altre quattro partite. A fine stagione, Tuta ritornò allo Sporting Cristal.
Continuò a giocare in Perù, chiudendo la carriera nel 1995, nuovamente con la maglia dell'Unión Huaral.

## Palmarès

### Giocatore

#### Club
- Campionato peruviano: 1

Sporting Cristal: 1988